# Callum Kane
Callum Kane es un personaje ficticio recurrente de la serie de televisión británica Hollyoaks, interpretado por el actor Laurie Duncan del 6 de septiembre del 2011 hasta el 4 de octubre del 2013.

## Biografía
Callum apareció por primera vez cuando se unió a la universidad en Hollyoaks para iniciar su sexto curso escolar, ese mismo día conoce a Maddie Morrison y terminan haciendo un proyecto escolar juntos. Pronto Maddie comienza a desarrollar sentimientos por Callum pero ambos comienzan a mostrar su atracción insultándose, durante la noche Callum ve a Maddie con Joel Dexter y se pone celoso sin embargo cuando ve que Maddie pelea con Joel decide acompañarla a su casa y la besa, pal día siguiente Maddie lo ignora lo que molesta a Callum. 
Más tarde Maddie le cuenta a sus amigos Tilly Evans y George Smith acerca de lo que pasó entre ellos y ambos deciden emparejarlos  y los encueerran, al final Callum y Maddie terminan hablando y haciéndose buenos amigos, al día siguiente deciden no ir a clases y tienen una cita en el parque pero las cosas se ponen tensas cuando Callum se burla de Tilly y George lo que molesta a Maddie, pero más tarde se reconcilian; sin embargo luego decide terminar con ella.
En octubre del 2013 Callum decide irse de vacaciones con Holly Cunningham, Tilly, Esther Bloom y con Jade Hedy, sin embargo las cosas comienzan a salir mal cuando Jade secuestra a Esther para intentar quitarle su hígado, Callum intenta rescatar a Esther sin embargo Jade lo acuchilla con una espada y lo mata instantáneamente.